# Ларедо Ранчетес (Тексас)
Ларедо Ранчетес (енгл. Laredo Ranchettes) насељено је место без административног статуса у америчкој савезној држави Тексас.

## Демографија
По попису из 2010. године број становника је 22, што је 1.823 (-98,8%) становника мање него 2000. године.
| Група             | 2000.         | 2010.       |
| Белци             | 51 (2,8%)     | 0 (0,0%)    |
| Афроамериканци    | 10 (0,5%)     | 0 (0,0%)    |
| Азијати           | 0 (0,0%)      | 0 (0,0%)    |
| Хиспаноамериканци | 1.778 (96,4%) | 22 (100,0%) |
| Укупно            | 1.845         | 22          |